# Giliw ko
Giliw ko è un film del 1939 diretto e sceneggiato da Carlos Vander Tolosa, con protagonisti Mila del Sol, Fernando Poe Sr., Ely Ramos e Fleur de Lis.
Primo film prodotto dalla neonata LVN Pictures, è annoverato tra le più celebri pellicole filippine dell'era prebellica ed è uno dei pochi lungometraggi sopravvissuti di quel periodo. Nel 1998, in occasione del 100º anniversario dell'indipendenza filippina, il film è stato restaurato da un gruppo internazionale di cui ha fatto parte il governo dell'Australia.
Il successo di Giliw ko contribuì notevolmente a lanciare sia la LVN che la carriera del giovane Poe, idolo dei matinée tra gli anni trenta e quaranta del XX secolo. Fu inoltre il primo film destinato alle sale filippine a mostrare una donna in costume da bagno, interpretata da Fleur de Lis (divenuta celebre come Mona Lisa dopo la seconda guerra mondiale).

## Produzione
Giliw ko fu la prima produzione della LVN Pictures, casa cinematografica nata solamente un anno prima per rivaleggiare la Sampaguita Pictures.
Per il suo primo film la LVN scelse di rischiare molto assegnandovi un budget di 40 000 pesos, in un periodo in cui le spese per un lungometraggio erano normalmente comprese tra i 10 000 e i 30 000 pesos.

### Cast
Per il cast la LVN selezionò tre dei più celebri attori del periodo –– Fernando Poe Sr., Ely Ramos e Fleur de Lis –– e inizialmente non aveva ancora un nome definitivo per il ruolo di Guia. La principale candidata a interpretare la parte di Guia fu Carmen Rosales ma la sua convocazione non fu gradita a doña Narcisa de León, fondatrice della LVN e produttrice esecutiva del film. Alla fine venne proposta la ancora poco conosciuta Mila del Sol, che ottenne un provino quando venne presentata quasi per caso dalla sorella (presente con una piccola parte all'interno del film) a doña Narcisa. Tale scelta non fu inizialmente sostenuta dal regista Carlos Vander Tolosa, che aveva sollevato dubbi in merito all'aspetto della quindicenne e alla sua poca notorietà tra il pubblico filippino. Alla fine Tolosa diede retta a doña Narcisa e scritturò la del Sol per il ruolo che la rese celebre sul grande schermo.

## Distribuzione
La prima proiezione ufficiale della pellicola avvenne al prestigioso Teatro Metropolitano di Manila, il 29 luglio 1939. L'evento ottenne una risonanza mediatica immensa nell'arcipelago, anche per via della presenza del Presidente delle Filippine Manuel L. Quezon.